# Pieter Cornelis André de la Porte
Pieter Cornelis André de la Porte (Baarn, 13 december 1912 - Larat, Ambon (Nederlands-Indië), 24 augustus 1944) was een Nederlands militair.
André de la Porte was eerste luitenant-vlieger-waarnemer der Militaire Luchtvaart van het Koninklijk Nederlands-Indisch Leger (ML-KNIL) tijdens het begin van de Tweede Wereldoorlog. Bij zijn vermissing was hij al opgeklommen tot kapitein-vlieger-waarnemer.

## Loopbaan
Op 24 augustus 1944 vloog André de la Porte als patrouille-commandant in een B-25 Mitchell van het No. 18 (Netherlands East Indies) Squadron, samen met zijn wingman eerste luitenant H.C.A. Smits van Burgst, die in een ander toestel vloog, een verkenningsvlucht. Aangekomen bij een baai van Larat spraken ze af om ieder een kant te pakken. Het was gewoon dat op enkele punten van het verkennings traject één toestel via oost vloog en één via west, waarna ze elkaar zouden ontmoeten op een afgesproken plek. Nadat Smits van Burgst enkele minuten op het rendez-vous punt was blijven cirkelen zonder dat André de la Porte verscheen, keerde deze vervolgens alleen huiswaarts.
Nadat het nieuws gebracht was dat André de la Porte niet teruggekeerd was, werd er een verkenningsvlucht onder leiding van luitenant-kolonel Asjes georganiseerd. Aangekomen bij diezelfde baai van Larat werden de vliegtuigen onder vuur genomen door een hun onbekend projectiel. Aangenomen werd dat André de la Porte door zo'n projectiel uit de lucht is geschoten. Omdat het niet met zekerheid vastgesteld kon worden, werd hij als vermist opgegeven.
Na een korte periode doken er geruchten op dat André de la Porte samen met zijn bemanning boven de baai van Larat was neergeschoten en vervolgens neergestort. Alle inzittenden zouden de crash overleefd hebben en daarna zijn onthoofd door de Japanners. Dit verhaal is echter nooit bevestigd.
Na de oorlog werd er een onderzoek ingesteld in de baai van Larat. Alwaar vervolgens een graf ontdekt werd met zes lichamen van ML-KNIL vliegers, echter kon er niet vastgesteld worden of dit André de la Porte en zijn bemanning waren. Deze lichamen werden vervolgens overgebracht naar het oorlogskerkhof op Ambon, waar vele gesneuvelden zijn bijgezet door de zorgen van de Australische gravendienst.

## Onderscheidingen
- Kruis van Verdienste

K.B. no. 1 van 4 februari 1943
Reserve-eerste luitenant-vlieger der Militaire Luchtvaart van het Koninklijk Nederlands-Indisch Leger
Blijk gegeven van moed, voortvarendheid en bekwaamheid door in mei 1942 tijdens het Japansch offensief in Burma, herhaaldelijk als bestuurder van een onbewapende, hem tevoren onbekende vliegtuigen, op groote hoogte foto-opdrachten uit te voeren tot 1000 mijl diep boven bezet gebied, waardoor vliegtuigen van de luchtmacht der Verenigde Staten van Amerika in staat werden gesteld succesvolle bombardementen uit te voeren.
- Vliegerkruis

K.B. no. 44 van 16 juni 1950 (postuum)
Reserve-kapitein-vlieger-waarnemer der Militaire Luchtvaart van het Koninklijk Nederlands-Indisch Leger, bij het No. 18 (Netherlands East Indies) Squadron

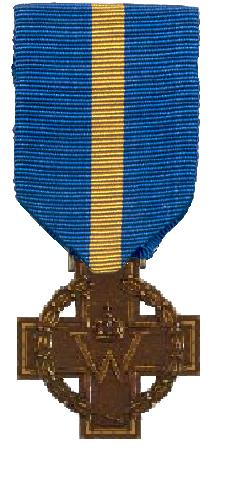
Kruis van Verdienste Koninklijk Besluit No. 1 van 4 februari 1943
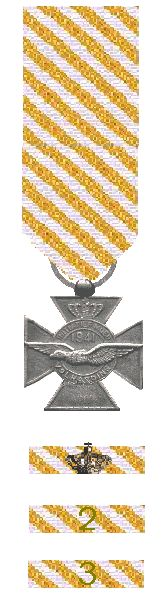
Vliegerkruis Koninklijk Besluit No. 44 van 16 juni 1950